# 西汉官制
汉承秦制，中央和地方各级官吏的名称基本沿用了秦朝的制度。与秦朝不同的是，汉朝实行封建制和郡县制并行的地方政治体制。汉初，天下五十余郡，汉朝直辖的仅十五郡而已。所以，汉朝的官制中王国、侯国官制有自己的特点。汉武帝为了加强君权，设立了内朝，和以丞相为首的外朝相对，这种内外分治的制度伴随着相权与皇权此消彼长的整个历史过程，在汉之后的历代王朝的政治体制演化中都有所体现。汉朝录用官吏的征辟制度和举孝廉制度，从根本上改变了先秦时代的世卿世禄制度及其孑遗，开创了中国延绵数千年的文官治国制度。

## 中央官制
西汉在皇帝之下设立了三套平行的官僚体系，分别为丞相率领的外朝官、大将军率领的内朝官、以及处理皇帝与皇族私人事务的宫廷官。

### 外朝官
西汉中央政府的最高行政权力由丞相、太尉、御史大夫三人分掌，其下分设九卿、列卿等。

#### 丞相（相國、大司徒）
丞相，秩万石，月俸六万钱，率以列侯出任。汉武帝任命御史大夫公孙弘为丞相，因其无爵，封为平津侯。从此之后，凡平民拜相者必封侯。
丞相，曾称相国，后稱大司徒。官吏稱相，始見於春秋時代齊國，管仲為相國。丞相始見於秦國，有相國為之副，無相國則佐天子理政。《漢書·卷十九上·百官公卿表第七上》云，“相国、丞相，皆秦官，金印紫绶，掌丞天子助理万机。秦有左右。高帝即位，置一丞相，十一年更名相国，绿绶。孝惠、高后置左右丞相，文帝二年复置一丞相。有两长史，秩千石。哀帝元寿二年更名大司徒。”史載，刘邦为汉王（前206年），即以萧何为丞相。汉王二年（前205年）派曹参以假左丞相的名义镇守关中。《史记·卷五十三·蕭相國世家第二十三》载，汉十一年（前196年），“上已闻淮阴侯诛，使使拜丞相何为相国，益封五千户，令卒五百人一都尉为相国卫”。惠帝二年（前193年），萧何去世，曹参继任相国。五年（前190年）曹参去世，废相国而分置左、右丞相。文帝二年（前178年），再改丞相为一人。武帝征和二年（前91年），以劉屈为左丞相，分丞相长史为两府。此举可能是打算重新设置右丞相，但之后并未设置，左丞相一职也隨劉屈氂去世而恢复为丞相。
丞相是全部外朝官的首长。凡国事，均先上丞相府，由丞相于府中召集六百石以上的官员会议，议定之后再以丞相的名义上奏皇帝裁可；凡大的人事变动、政策调整，也都是由丞相主持廷议，然后领衔上奏；皇帝的诏命，都必须下达给丞相，由丞相负责实施。
汉朝，皇帝对丞相礼遇隆重。按照汉朝任免丞相的仪式规定，皇帝本人亲自出席朝会，在京六百石以上的官员必须到会。丞相晋见，皇帝必须在正殿具正式朝服接见。丞相奏事毕，辞出，皇帝要起立、送至殿门。丞相病重，皇帝要亲临问疾，并遣使送药。丞相死后，尸体从丞相府移私宅，皇帝要亲自上门吊祭，并赐棺木、葬地、冥器等。由此可见丞相地位之尊崇了。
丞相对百官有选举、任官、黜陟、刑赏的权力。汉文帝时，申屠嘉任丞相，在一次晋见文帝时，文帝的宠臣、太中大夫邓通举止傲慢。申屠嘉回到丞相府之后，立即发出命令，召邓通诣丞相府。邓通免冠赤足，顿首谢罪。申屠嘉严辞训斥並威脅要杀掉邓通，此時文帝派使节召邓通入宫，邓通才免于一死。由此可见汉朝丞相的权力是非常大的。
正是由于丞相的权力太大，皇帝不能亲自裁决政务，所以像汉武帝这样以英明神武自诩的皇帝是无法忍受的。自武帝以后，章奏的拆读与审议，转归以大将军为首的尚书。大臣有罪，由尚书劾奏；选任御史大夫，由尚书品定高下；官吏有功迁升，上报尚书；州郡官吏入朝奏事，则面见尚书。丞相若有过失，反由尚书问状劾奏。由此，丞相的权力被一步一步的剥夺，只是在礼仪上还是百僚之长。西汉后期，哀帝元寿二年（前1年），丞相更名大司徒，与从太尉改过来的大司马、从御史大夫改过来的大司空并列。

丞相的办事机关称丞相府（相國稱相國府，大司徒稱大司徒府），属官有长史、司直、掾、属等。

##### 长史
长史，秩千石，一丞相設有兩長史。隨西漢官制變革而先後有相國長史、丞相長史、大司徒長史之稱。《通典·卷二十一·職官三》稱其“蓋衆史之长也，职无不監。（田仁為丞相長史，上書言天下太守，皆下吏誅死。武帝悅，拜仁為丞相司直，威振天下。）”
《漢書·卷六十六·公孫劉田王楊蔡陳鄭傳第三十六》載，「征和二年春，制詔御史：『……其以涿郡太守為左丞相，分丞相長史為兩府，以待天下遠方之選。……』」意即此前長史乃同府。

##### 司直
司直，武帝元狩五年（前118年）初置，秩比二千石。隨西漢官制變革而先後有丞相司直、大司徒司直之稱。《通典·卷二十一·職官三》稱其“掌佐丞相舉不法，位在司隸校尉上。翟方進為司直，旬歲閒免兩司隸。”

##### 掾
丞相府（相國府、大司徒府）所设诸曹的长吏。其统称隨西漢官制變革而先後為相國掾、丞相掾、大司徒掾。考绩优异者可以由丞相直接推荐出任廷臣。丞相掾屬約共有三百多人。

##### 属
丞相府（相國府、大司徒府）所设诸曹的长吏，位次掾。其统称隨西漢官制變革而先後為相國属、丞相属、大司徒属。

##### 诸曹
诸曹，为丞相府（相國府、大司徒府）分曹办事之所。各置掾属，而以长史统诸曹事。西曹负责丞相府诸吏的任免；东曹负责二千石长吏的任免；奏曹负责处理奏章；议曹负责大小事务的谋划；侍曹负责接待丞相的宾客；集曹负责在丞相召集廷议或召开大臣会议的时候记录；大车属负责丞相所用的车马；其他辞讼、决狱、钱谷、盗贼等事务，也各有曹、属分领。

丞相下屬另有征事、史、少史、主计等。

#### 太尉（大司馬）
太尉，按《汉书·百官公卿表》：“太尉，秦官，金印紫绶，掌武事。”是汉朝的最高武职，不常置。不设置太尉时，则以太尉职归丞相。按《史记·将相名臣年表》：高帝二年（前205年），始以长安侯卢绾为太尉，五年（前202年）罢，十一年（前196年）以周勃为太尉，旋再废太尉官。惠帝六年（前189年）复太尉官，仍以周勃为之。文帝三年（前177年）再废，权归丞相。武帝元狩四年（前119年）以大将军卫青功多，特加号大司马。後元二年（前87年）以霍光为大司马大将军，领尚书事。其后，置大司马，金印紫绶，秩比丞相。大将军或置或废，与武帝时大司马为加号不同，西汉后期大司马为实职，而将军为号。权臣多以大司马领尚书事，王莽即以此职移汉祚。
太尉作为最高武职，除了评定全国武官的功绩高下、以为升降的依据外，就是作为皇帝的最高军事顾问。汉朝军队由各将军、校尉统领，太尉不能直接指挥军队。例如周勃平定诸吕之乱时，身为太尉，却不能进入上将军呂祿所指挥的北军，只得诈称帝命方进入北军营地并取得指挥权。
太尉属吏有长史、司直、功曹、议曹史、门下史、主簿等。太尉本身固有的属吏只有长史，其他属吏只有大司马领尚书事、开府置官属后才有。

#### 御史大夫（大司空）
御史大夫，按《汉书·百官公卿表》：“御史大夫，秦官，位上卿，银印青绶，掌副丞相。”御史大夫有双重职务，其一为丞相副职，佐丞相统率百官。皇帝下诏时往往说“诏下丞相某、丞相下御史大夫某、御史大夫下诸郡国”；其二，御史大夫统领御史、刺史以监察中外百官。御史大夫作为副丞相、最高监察官的同时，也有评定天下刑狱的责任，所以也是最高法官。天下郡国上呈的会计帐目，也由御史大夫复核，所以御史大夫也是国家的总审计长。
御史大夫有两丞，御史丞与御史中丞，领侍御史十五人，另有属吏御史掾，西曹掾、主簿、少史、御史属、柱下令等。
成帝绥和元年（前8年），更御史大夫为大司空，秩比丞相，哀帝建平二年（前5年），复御史大夫官。元寿二年（前1年）再改大司空。秩中二千石。

##### 御史丞
御史丞掌副御史大夫，监京内朝臣和南北军、诸校尉营。

##### 御史中丞（御史长史）
按《汉书·百官公卿表》：“中丞，在殿中兰台，掌图籍秘书，外督部刺史，内领侍御史员十五人，受公卿奏事，按章举劾。”御史中丞又称御史中执法。元寿二年（前1年），改御史中丞为御史长史，为御史台主官。

##### 侍御史
侍御史受公卿奏事，纠察百官，奉诏出监地方或专治大狱，监三辅者为监御史、监出征军队者为监军御史、武帝时特派绣衣直指治狱、掌图书的治书侍御史、掌管皇帝符玺的符玺御史等等，随事而设，废置不定。

#### 九卿
汉承秦制，在中央政府设列卿，分别主管礼仪、刑狱等部分事务。九卿之说，源于周代，但汉代的所谓九卿，既不是从职掌上区分，也不是从禄秩上区分，只是沿袭古称而已，并无实际意义。汉代的九卿，属于国家行政性质的有主管刑狱的廷尉，主管招待外宾的大鸿胪，主管国家财政的大司农。其余各卿均负责护卫、车马等皇家宫廷事务。

##### 太常（奉常）
太常，按《汉书·百官公卿表》：“奉常，秦官，掌宗庙礼仪，有丞。景帝中六年（前144年）更名太常。”王莽时改秩宗。
太常属官有太乐、太祝、太宰、太史、太卜、太医六署，各置令、丞一人；均官、都水两署，各置长、丞一人；诸庙寝园食官署，署置令、长、丞各一人。太乐令、丞，掌伎乐；太祝令、丞，掌读祝文及迎送神；太宰令、丞，掌宰牲及馔具；太史令、丞，掌天时星历；太卜令、丞，掌卜筮；太医令、丞，掌巫医。
太常机构庞杂，其属吏掾史有：太常掾、太常掌故、太史掌故、史书令史、待诏、大典星、治历、望气、望气佐、高庙仆射、庙郎、寝郎、园郎、礼官大夫、曲台署长、写书官等多至二千人。 
汉朝的诸博士也隶属太常。

##### 光祿勳（郎中令）
光祿勳，按《汉书·百官公卿表》：“郎中令，秦官，掌宫殿掖门户，有丞。武帝太初元年（前104年）更名光祿勳。”王莽时改司中。秩中二千石。有丞一人，秩千石。属官有大夫、郎、谒者、期门、羽林等。 

###### 大夫
大夫，无定员，职在议论朝政，评定是非等。有太中大夫、中大夫、谏大夫，皆無員額，多至数十人。朝政多下公卿、大夫、博士集议，法令政策也多由此定。
- 谏大夫：漢武帝元狩五年初置諫大夫，秩比八百石[11]
- 中大夫（光禄大夫）：太初元年更名中大夫為光禄大夫，秩比二千石[11]
- 太中大夫：太中大夫秩比千石如故[11]

###### 郎
郎，无定员，文武兼有。诸郎“掌守门户，出充车骑”。有議郎、中郎、侍郎、郎中，皆無員，多至千人。
- 议郎：秩比六百石。多由士人出任。
- 中郎：秩比六百石。分属五官中郎将、左中郎将、右中郎将统领，三中郎将秩皆比二千石。
- 侍郎：秩比四百石
- 郎中：秩比三百石。分属车郎中将、户郎中将、骑郎中将统领，三郎中将秩皆比千石。

其余有些比较低级的郎称外郎，也称散郎，和這裡所列的郎不同。郎经历久者，多出任郡长吏，或出为将军，是汉朝官吏升迁的重要途径。

###### 谒者
谒者，掌宾赞受事，员七十人，秩比六百石。有谒者仆射，秩比千石。谒者除了接待职责外，还有守卫宫廷诸门的职责，另外，皇帝常常以谒者为使节传达诏命。

###### 期门（虎賁郎）
期门，掌执兵送从，武帝建元三年（前138年）置，比郎，無員，多至千人。主官称期门仆射，秩比千石。从官有给事期门等。
平帝元始元年更名虎賁郎。置虎贲中郎将，秩比二千石，統虎贲郎，为皇帝私人卫队，多由贵戚子弟充任。

###### 羽林
羽林，掌送从，位在期门下，武帝太初元年（前104年）置。始名建章营骑，后改羽林骑。武帝数次征伐匈奴、西域，军中战死者子孫无依者均入羽林抚养，称羽林孤儿，教以格斗、骑射。
羽林有羽林令丞。宣帝令羽林中郎将、騎都尉監羽林，秩比二千石。

##### 卫尉（中大夫令）
卫尉，掌宫门卫屯兵，有丞。景帝初更名中大夫令，後元元年（前143年）复为卫尉。卫尉秩中二千石；设丞一人，秩千石。武帝时李广为未央卫尉，程不识为长乐卫尉。西汉只有未央宫常设卫尉，其他长乐宫、建章宫、甘泉宫等则不常置。属官有公车司马令、丞，掌守司马门，凡天下奏事，四方贡献和征召均总领之。卫士令、丞，掌守卫护从。旅贲令、丞，专供奔走之役。

##### 太仆
太仆，王莽时改太御，秩中二千石，丞秩千石，掌乘舆并主马政，有牧师诸苑三十六所，分置北边、西边，分养马三十余万匹。另有中太仆，掌皇太后舆马，不常置。属官有骏马监、平乐监、栘中监、厩司御和家车吏。 

##### 廷尉（大理）
廷尉，掌刑辟，秩中二千石。景帝中元六年（前144年）更名大理，武帝建元四年（前137年）复名廷尉。宣帝地节三年置左右平，秩皆六百石。哀帝元寿二年（前1年）再改大理。王莽改作士。廷尉是审判全国疑难案件的最高机构，除个别特难案件上报皇帝裁决外，有终审裁判权。廷尉属吏有：廷尉史、奏曹掾、奏谳掾、从史、廷尉文学、卒史、书佐等。

##### 大鸿胪（典客、大行令）
大鸿胪，原名典客，景帝中六年（前144年）更名大行令，武帝太初元年（前104年）更名大鸿胪，秩中二千石，丞一人副之，秩千石。掌诸王列侯与内附部族之封拜、朝聘、宴飨、郊迎之礼仪与接待地方诸郡上计诸吏。属官有行人令、丞，译官令、丞，狱官令、丞及郡邸长、丞。 

典属国，秩二千石，置都尉、丞、侯等官。凡边疆各族降服于汉，仍保存其国号者，称为属国。由典属国掌管其事。武帝元狩三年匈奴昆邪王降，设安定属国、天水属国、上郡属国、五原属国、张掖属国五属国处之。宣帝神爵二年（前51年）为降羌置金城属国，王凤三年（前55年）置西河、北地属国。成帝河平元年（前28年）废典属国，并其职入大鸿胪。属官有九泽令，主客，大鸿胪文学，大行治礼，大行卒史等。

##### 宗正（宗伯）
宗正，平帝元始四年（公元4年）更名宗伯，秩中二千石，有丞一人，秩千石。掌序録王国適庶等次，及诸宗室亲属远近，郡国岁因计上宗室名籍。若有犯法当髡者，先上宗正，由宗正上报后执行。属官有都司空令、丞、内官长、丞。都司空令，掌治宗室罪人；内官长，掌诸公主家令、门尉等。

##### 大司农（治粟内史、大农令）
大司农，本秦官，称治粟内史，主管财政，凡各地田祖口赋之收入、盐酒专卖、鼓铸的统制、平准、均输与漕运的管理，以及各地物产的调度，国家的开支等，均属治粟内史管辖，有两丞。景帝後元元年（前143年）更名大农令，武帝太初元年（前104年）更名大司农，秩中二千石。两丞秩千石。平帝元始元年（公元1年）置大司农部丞，州各一人，劝课农桑。大司农属官有太仓，均输、平准、都内，籍田五令、丞，斡官、铁市两长丞，诸郡国诸仓农监、都水等均隶属之。

##### 少府
少府，秩中二千石，有丞一人，秩千石。凡皇帝衣食起居，医药供奉，园林游兴，器物制作，皆归少府所领。其属官甚多，有尚书、符节、太医、太官、阳官、导官、乐府、若盧、考工室、左戈、居室、甘泉居室、左右司空、东织、西织、东园匠等十六官令丞；胞人，都水、均官三长丞；中书谒者、黄门、鉤盾、尚方、御府、永巷、内者、宦者八官令丞；诸仆射、署长、中黄门等。
武帝以尚书、中书谒者拆阅章奏，受公卿奏事，传达诏命，所以尚书、中书谒者虽名列少府属官，实为内朝官。

#### 列卿
汉朝十二卿，除前面所说的九卿之外，有列卿三。

##### 执金吾（中尉）
执金吾，即秦中尉官，掌京师门内屯兵，为京师巡逻以备盗贼，皇帝出巡则为前导。有两丞、候、司马等属吏。武帝太初元年更名执金吾，秩中二千石，丞千石。属官有中垒、寺互、武库、都船四令、丞。

##### 将作大匠（将作少府）
将作大匠，本秦将作少府，主治宫室、宗庙、陵园、土木等事，有两丞，左、右中候。景帝中六年更名将作大匠。秩二千石，丞秩六百石。属官有石库、东园主章、左校、右校、前校、后校、中校七令、丞。成帝阳朔三年（前22年）罢中候及左右前后中校五丞。

##### 水衡都尉
水衡都尉，武帝元鼎二年（前115年）置，掌上林苑，有五丞。秩二千石。属官有上林、均输、御羞、禁圃、辑濯、锺官、技巧、六厩、辨铜九官令、丞。

### 内朝官
中朝官自大将军以下，至于侍中，常侍，散骑常侍、黄门侍郎以及光祿勳所属，谓之宿卫。宿卫近在皇帝身边，颇受皇帝信任。这些中朝官都是没有实际职掌的加官。加官是武帝发明的官制，虽无职掌，但因为皇帝所亲信，讲议朝政，奉诏治事，逐渐获取了原属丞相府的决策会议的权力。按《汉书·百官公卿表》：“侍中，左右曹诸吏，散骑中常侍，皆加官。所加或列侯、将军、卿大夫、将、都尉、尚书，大臣、太官令至郎中。亡员，多至数十人。” 

#### 侍中
侍中，古官名，相传黄帝时代即有此官。秦朝丞相置史五人往来奏事殿中，号侍中。汉武帝以此为近臣加官。《齐职仪》载：“汉侍中掌乘舆服物，下至亵器虎子之属。”就是说侍中是皇帝近臣，掌管皇帝的车、轿、衣服、器物等，甚至还负责给皇帝端尿盆。

#### 左右曹
左右曹，《汉官仪》载：“左右曹受尚书事。”沈约《宋书》云：“汉使左右曹诸吏分堂，尚书奏事。”因为尚书是在皇帝左右处理文书的官员，左右曹实际上就是分科办事的尚书。 

#### 诸吏
诸吏则是受特别委任有权监察、纠举不法的官员，凡加诸吏者，虽非御史，也有和御史一样的权力。 

#### 散骑常侍
散骑常侍，其实是散骑、常侍两个官名。职务是“骑从乘舆车后，献可替否”，所任有宦官、也有士人。

#### 给事中
给事中，加号，凡加此官者，得出入禁中、顾问应对，位次常侍。

#### 领尚书事
因丞相权势发展，皇帝收其权于近臣，于是尚书权势日增。但尚书权重而位卑，不能与外朝官抗衡，故常以大将军、大司马以下诸将军领尚书事，以参决政事。

#### 尚书令
尚书令，汉承秦制，置六尚，即尚书、尚冠、尚衣、尚沐、尚席、尚食。尚书掌收受章奏，出宣诏命。六尚均为少府官，但尚书负责处理政务，实际上是中朝官，不受少府节制。诸臣上书，要另写一份作为副封先上尚书，尚书审阅副封后，对于文辞不便者可不予上奏。朝廷颁发诏令，须以副本存尚书。大臣上奏，由尚书读奏，大臣有罪，由尚书问状。初以尚书四人分判四曹，常侍尚书主丞相御史事；二千石尚书主刺史二千石事；民曹尚书主庶人上书事；主客尚书主外国事；成帝时增置三公曹主断刑狱。

#### 中书谒者令
中书谒者令，宦官。汉初为中谒者令。武帝后期以宦官掌尚书，改称中书谒者令。

#### 符节令
符节令丞，掌虎符竹符。文帝二年（前178年）颁铜虎符、竹使符与诸郡国。调兵用铜虎符，其余征发用竹使符，各分其半，左与郡国，右在皇帝。遣使至郡，持半符节勘合以验真伪。

#### 黄门令
黄门令，宦者，掌省中宦官。有给事黄门，小黄门，皆以宦官任之。职掌传递书奏，并关通禁省内外。给事黄门，黄门侍郎，位在郎将、大夫下。

#### 其他内朝官吏
尚书郎、尚书御史、给事尚书、尚符玺郎，太医监、侍医、太官献食丞、太官献丞、食监、乐府音监、乐府游徼、令史、东织室令史、中书仆射、黄门倡、倡监、马监、黄门驸马、狗监、给事狗监、钧盾冗从、尚方待诏、掖庭狱丞、掖庭牛官令、掖庭户卫、少内啬夫、暴室丞、暴室啬夫、农官、中谒者、中涓、协律都尉、海丞、果丞等。 这些官员多为处理内廷事务的下级官吏，不能参与政事。

### 宫官

#### 詹事
詹事，《汉书·百官公卿表》云：“詹事，秦官，掌皇后、太子家，有丞。”秩二千石。属官有太子率更（负责计时、太子家刑狱）；家令丞（负责太子财政事务）；仆（负责太子出行车马）、中盾（太子内卫）、卫率（太子卫队指挥官）、厨厩长丞（负责太子膳食、厩马等）。 

#### 大长秋
大长秋，《汉书·百官公卿表》云：“将行，秦官，景帝中六年更名大长秋，或用中人，或用士人。”是皇后宫官，秩二千石。属吏有中长秋（副大长秋）、私府令（负责皇后私人财务）、永巷令（负责审理内廷宫女、内命妇）、仓长（皇后私人庄园的仓库管理员）、厩长（皇后养马场的主官）、祠祀长（负责内廷内命妇祭祀事务）、食官长（供皇后膳食）等。

#### 长信詹事
秩中二千石，掌皇太后宫。景帝中六年（前144年）更名长信少府，平帝元始四年（公元4年）更名长乐少府。

#### 太子太傅
按《汉书·百官公卿表》云：“太子太傅、少傅，古官”，秩二千石，负责教导、辅弼太子，属官有太子门大夫、庶子、洗马、舍人、太子中庶子、太子御骖乘、护太子家等。

## 郡县官制
汉承秦制，地方行政区划分为郡、县两级。武帝分天下为十三州，各遣刺史一人以六条察事。此时的州还只是行政监察区域，不是一级行政地方。

### 郡
郡一级设太守、都尉、监御史三官，各领郡内政务、军务、监察之事。

#### 太守
西汉非常重视太守的人选，每有太守除授，皇帝一般都要亲自召见，慰谕有加。汉宣帝曾说“庶民所以安其田里，而亡叹息愁恨之心者，其唯良二千石乎”，可见一斑。太守秩二千石，治行卓异者往往直接征为公卿，公卿罢政，也往往出为太守。西汉重视太守的选拔与任用，所以西汉的地方治理较后世为优。
太守权力非常大，所属县令、县长的任免均由其荐议，郡府各属吏均由太守自己从本郡人中任免，掌握虎符，竹使符，以此节制本郡驻军。
太守属吏有：别驾（太守最主要的助手）、主簿功曹（诸吏之长，郡府主管）、议曹（掌讲议郡政）、贼曹掾（主刑罚）、决曹掾（掌决狱）、贼捕掾（缉拿追捕犯人的官署）、五官掾（掌盗贼）、门下掾（掌太守仪卫）、门下督（掌副门下掾）、郡掾祭酒（掌学术）、郡文学（掌郡学校）、郡文学史（郡文学的属吏）、郡文学卒史（郡文学的下级属吏）、学经师（掌祭祀诸经的讲授）、宗师（掌本郡居住的宗室）、舍人（太守秘书）、史（记录官）、从史（史的副手）、诸曹史（诸曹记录官）、右曹掾史（刑狱诸曹居右，右曹掾史为诸右曹的记录官）、太守卒史（太守的低级从事官）、《五经》百石卒史（掌五经保管）、直符史（掌虎符、竹使符）、狱史（监狱长）、狱小吏（狱史管辖的狱吏）、小史（负责文书记录的低级小吏）、督邮（掌本郡驿站、巡查诸县）、督邮掾（督邮的助手）、督邮书掾（督邮的书吏）、都吏（奉命出使诸县）、郡少府（郡掌财之府、以供太守）、守属（太守府洒扫诸事）、给事太守府（无固定职掌，侍从太守）、郡司空（掌本郡土木工程和官府工匠）等。
西汉郡属吏均由本郡人士出任，品行高卓者可以被太守推荐出任廷臣。

#### 都尉
都尉，秦名郡尉。《汉书·百官公卿表》云：“郡尉，秦官，掌佐守典武职甲卒，秩比二千石，有丞，秩皆六百石。景帝中二年更名都尉。”内地郡只有一个都尉。边郡分置部都尉（如东部尉、中部尉、西部尉、南部尉、北部尉）。大约都是守在边塞上。都尉之下有侯、千人、司马等职，各有治所。凡边境或要塞所在，皆置尉，百里设尉一人，士史、尉史各二人，为镇守官，隶属所在郡都尉。
都尉与太守分治军民，位次太守，开府置吏如太守府，属官有掾、卒史、属、书佐、功曹等。
除郡都尉之外，西汉还在诸关隘设关都尉，在屯田区设农都尉，在殖民地区设属国都尉。另有执行特别职务的没有辖区的都尉，如宜禾都尉，护漕都尉等。

#### 监御史
监御史，秦官，主监察太守行政、郡驻军以及所辖诸县不法事。汉初不设监御史。惠帝三年（前192年），始遣御史出监三辅，审查地方司法，每年十月返京奏事，十二月还郡。此后在地方再设置监御史。文帝十三年（前167年），以御史不奉法，另行派遣丞相史纠察诸郡。武帝元封元年（前110年）便停止派遣御史。

### 刺史
武帝元封五年（前106年）置刺史，以品级较低（秩六百石）的廷臣充任。分天下为十三部（后改州），每部（州）派刺史一人（三辅以司隶校尉主纠察，所以实际上全国刺史有十二人），巡行诸郡，以六条诏书纠察不法。刺史虽然品级较低，却可以纠劾比自身品级较高的官员。汉朝规定，刺史只能纠察秩比六百石以上的官员，不允许刺史问难下级官吏。刺史所纠察的范围，也只能以六条诏书为限。如果刺史纠劾超出诏书范围，不但不能纠劾成功，自己还要以越职的罪名被罢免。
然据清朝王鸣盛《十七史商榷·卷十四·汉刺史察藩国》中稱，“历考诸传中，凡居此官者，大率皆以督察藩国为事。” 如“《高五王传》青州刺史奏淄川王终古罪；《文三王传》冀州刺史林奏代王年罪；《武五子传》青州刺史隽不疑破齐王孙刘泽谋反……。”該書又稱，刺史對所轄州内的郡國守相皆可彈劾，如“《魏相传》相为扬州刺史，考案郡国守相多所贬退。《何武传》，武为刺史，所举奏二千石长吏，必先露章。服罪者，亏除免之。不服，极章奏之，抵罪或至死。”

### 三辅
周朝在京师（镐京、洛邑）置内史，秦沿置，景帝二年分为左右内史。武帝太初元年改右内史为京兆尹，改左内史置左冯翊，改主爵都尉置右扶风，合称三辅。
三辅是位同列卿的京官，不过他们的职务都是管理长安附近的地方行政事务，与太守无异，所以也称他们所管辖的地方为三辅。
京兆，按《汉书》：四县，十城，户五万三千二百九十九，口二十八万五千五百七十四。
左冯翊，按《汉书》：十三城，户三万七千九十，口十四万五千一百九十五。
右扶风，按《汉书》：十五城，户万七千三百五十二，口九万三千九十一。

### 县、国、邑、道
县是郡之下的最低一级行政地方。国为王侯封地，王国同郡、侯国同县。邑是皇太后、皇后、公主封地。道是设置于巴郡、蜀郡等少数民族聚居地的县级地方政权。汉平帝时，全国共设置县、国、邑、道一千五百八十七个。
万户以上的县，设县令。不满万户的县，设县长。令、长并为县的长官，但品秩不同。令，秩千石至六百石；长，秩五百石至三百石。侯国的长官称相，邑的长官也称令，道置长。
县（国、邑同，道多减省）置丞一人，主管文书档案，仓库，监狱。大县置县尉二人，小县置一人，主管地方治安、缉捕盗贼。县丞与县尉是县的长吏，由朝廷任免。县的其余佐吏的设置多与秦的县制相同。

## 诸侯国官制
汉朝分封制与郡县制并行，称郡国制。

### 诸侯王
汉初，有燕、赵、楚、九江等七个异姓王国。高祖以次翦灭异姓诸王，刑白马作誓：“非刘氏而王者，天下共击之。”同时规定非功不得封侯（这一条后来没有奉行，汉朝丞相、外戚都例行封侯）。封同姓子弟为燕、代、齐、赵、梁、楚、吴、淮南、长沙九王。“大者夸（同“跨”）州兼郡，连城数十”。他们君国子民，自置官属。王国的置官略仿汉朝，按《汉书·百官公卿表》：“诸侯王，高帝初置，金玺绿绶，掌治其国。有太傅辅王，内史治国民，中尉掌武职，丞相统众官，群卿大夫都官如汉朝。”《通典·职官典》： “汉朝唯置丞相，其御史大夫，皆自置之”
孝惠元年，王国所辖诸郡太守的任免权力收归朝廷。景帝则彻底剥夺了诸侯王对封国的行政权力。按《汉书·百官公卿表》：“景帝中五年，令诸侯王不得复治国，天子为置吏，改丞相曰相，省御史大夫，廷尉、少府、宗正、博士官，大夫、谒者、郎诸官长丞皆损其员。” 
汉武帝时，诸如郎中令、太仆等诸侯王的王宫官员的任免权也收归中央，并颁布《左官律》，规定在王宫任职的官员不得出任中央官员。成帝绥和元年（前8年），废诸侯王内史，以相治民。这时的相其实与郡太守没有区别（此时的王国的辖区大小也就相当于一个郡），仅仅是品秩为真二千石，高于郡太守而已。到此为止，诸侯王仅仅保留了通过汉朝派遣的官员征收租税供自己享用的权利。

### 列侯（徹侯）
列侯，汉初用以封功臣。高帝八年（前199年），天下平定，开始论功定封。至十二年（前195年），共有一百四十三人受封为列侯。按《汉书·功臣表》：“时大城名都民人散亡，户口可得而数裁什二三，是以大侯不过万家，小者五六百户。封爵之誓曰：使黄河如带，泰山若厉（同“砺”，小石子的意思），国以永存，爰及苗裔。”
列侯居国，要接受郡守、郡尉的监督。列侯不能役使非本国人，违律则削爵治罪。汉初，列侯直接掌握封国的行政权力（列侯不在国时，一般由侯的管家代行），景帝时，侯国相由朝廷任命，与县令同，侯只保留按每户征收三百钱供自己享用的权利。

## 爵禄制度
汉沿秦制，设爵以赏功。禄，既指官员的等级，也是官员官俸的数额。

### 爵
高祖未称帝时，杂用六国旧制对有功将士封爵，名目不一。汉朝建立之后，沿用秦二十等爵。按《汉书·百官公卿表》：“爵：一级曰公士，二上造，三簪袅，四不更，五大夫，六官大夫，七公大夫，八公乘，九五大夫，十左庶长，十一右庶长，十二左更，十三中更，十四右更，十五少上造，十六大上造，十七驷车庶长，十八大庶长，十九关内侯，二十彻侯。”自一级至四级都是士卒。自五级至九级位比大夫，都是军吏，平民之爵不得过公乘，超过的要回授给同族的人。自十级左庶长至十八级大庶长，位比九卿，都是军将。十九级、二十级均为列侯。

### 赐爵
西汉凡国有喜庆、大捷等，都可以赐百姓爵。一般皇帝即位均颁诏赐民爵一级。西汉一朝共计赐爵二十次。 

### 鬻爵
逢财政困难的年度或者内外用兵筹措军费，则募民以钱、粮食、奴隶入官府，换取爵位。按《汉书·食货志》“民入粟六百石者，加上造之爵，输粟四千石者可以为五大夫，万二千石者为大庶长。爵级高低以纳粟多寡为差。”成帝鸿嘉三年（前18年），令吏民入粟买爵以助国家赈赡，并允许买高爵者可以出任三百石以下的官职。
武帝时，为筹措征伐匈奴、西域的军费，另设武功爵，高价出卖。《汉书·食货志》臣瓒注引《茂陵中书》说：“ 武功爵：一级曰造士，二级曰闲舆卫，三级曰良造，四级曰元戎士，五级曰官首，六级曰秉锋，七级曰千夫，八级曰乐卿，九级曰执戎，十级曰政戾庶长，十一级曰军卫。”“级十七万，凡直三十余万金。”就是说，买到最高的军卫爵位需要三十多亿钱（一金大约值一万钱）！，不过按规定只能买到乐卿为止。
获得爵位的人，可以获得封邑（高等级爵）、免除部分或全部赋税徭役、减刑、优先担任官职等。但是由于人民多买爵位以逃避赋税徭役，所以朝廷往往以各种理由征发有爵位的人并加以种种其他负担以代替赋税徭役，所以渐渐的民爵也就无人再买，也不再为人所重。这也是后世不再设置民爵的原因。

## 秩禄
汉以石数为官员品秩的名称。石就表示年俸若干石谷粟，每石为一百二十斤「约相等于现代的四十一公斤」。汉朝秩禄可分为四大等级 〈一〉 比二千石以上 〈二〉比六百石以上 〈三〉比二百石以上 〈四〉比二百石以下。三公万石不在秩级之内。
官员的品秩虽然以石数为差，不过不全给以粮食，而是钱、谷分给。按钱发给官俸的时候，谷、钱之间的换算比率是固定的，所以当粮食价格上涨的时候，官俸实际上就贬值了。
西汉官秩月俸简录「斛即石」万石 三百五十斛 ，金印紫绶 。中二千石 一百八十斛。真二千石 一百五十斛「此官职有争议,可能就是二千石的别称,后汉书百官志无此品秩」。二千石 一百二十斛。比二千石 一百斛，以上银印青绶。千石 九十斛。比千石 八十斛。八百石与比八百石禄同千石。六百石 七十斛。比六百石 五十斛，以上铜印黑绶。四百石 四十五斛。比四百石 四十斛。三百石 四十斛。比三百石 三十七斛。二百石 三十斛。比二百石 二十七斛，以上铜印黄绶。一百石 十六斛。斗食 十一斛。佐史 八斛。
西汉时期，一般年景一斗米约十数钱，按此折算，三公年俸约七十万钱，县令年俸七万二千钱到十四万钱不等。可知西汉的官俸十分丰厚！较之明清，一品大员年俸不过一百二十四两银，折钱十八万六千而已！

## 选举制度
西汉选拔官员，主要的是文学和吏道两类。前者指对古代典籍有研究，道德有称者，后者指明习法律与行政技术、官员子弟以及王侯子弟。
高祖十一年（前196年），高帝首次下求贤诏：“贤士大夫，有肯从我游者，吾能尊显之。”命令各公卿、郡守、诸侯王、列侯举荐贤才以供朝廷选择，违者论罪有差。

### 明经
平帝元始五年（5年）颁诏令天下通晓逸经、古记、天文、历算、钟律、小学、史篇、方术、本草等学术以及通晓《五经》、《论语》、《孝经》、《尔雅》等古代典籍的学者汇集长安，令所在诸郡国以公车接送（后世遂以公车作为举人的代称）。所集凡数千人，多任以诸郎、博士等职。

### 明法
高祖十一年，诏：“其有明法者，御史中执法，下郡守，必身劝勉，遣诣丞相府，署其行、义及年，有其人而不言者，免官。”由此聚集了许多明习秦朝法律的人士。

### 博士
战国时代，齐、魏、秦等国均设置博士官，秦置博士官70人，主要负责礼仪，也参议朝政。汉沿置，初置员甚少，也不为人所重。汉文帝即位后，增设博士官至七十余人，儒士为主，杂以他士。武帝“罢黜百家、独尊儒术”，置五经博士，按《诗》、《书》、《礼》、《易》、《春秋》分置博士。甘露三年（前51年）宣帝下诏在石渠阁讲求儒术，讨论按照儒家的门派分置博士官，奏疏辑成《石渠議奏》。次第至黄龙元年（前49年）共置五经十二家博士（《诗》，齐、鲁、韩。《书》，欧阳、大、小夏侯。《易》，施、孟、梁丘。《礼》，后氏，《春秋》，公羊、谷梁）。
博士品级（比六百石）不高，但是声望很高。博士的晋升非常容易，往往获得越级提拔，迅速得以出任九卿，太子太傅，大夫，侍中等重要官职，外放即为郡守、尉、诸侯相、刺史。博士出身的官员，有很多最后出任御史大夫、丞相的。
博士官的任命以学术为首要条件，选择非常严格。《汉书·儒林传》说：“其不事学若下材，及不能通一艺，辄罢之，而请诸能称者。”

### 贤良方正
汉文帝二年（前173年）下诏说：“二三执政……举贤良方正能直言极谏者，以匡朕之不逮。”十五年，又诏诸侯王、公卿、郡守举贤良能直言极谏者。被荐举者，文帝均亲自策问。汉武帝时，董仲舒、公孙弘等都应贤良方正入选。宣帝定例凡灾异大灾，皇帝要下罪己诏，同时令郡国选举贤良方正“以匡不逮”。 

### 孝廉
汉朝以孝治天下，特重孝廉之科，所以中选的人也很少。
文帝十二年（前166年）下诏说：“孝悌，天下之大顺也，力田，为生民之本也。廉吏，民之表也。朕甚嘉此二三大夫之行。今万家之县，云无应令，岂实人情！是吏举贤之道未备也。”为了鼓励应选者，文帝特派谒者劳赐孝者每人帛五匹，悌者和力田每人帛二匹。

### 茂才异等
这个科目是指因事临时下诏公卿郡国推举特定方向的人才，因事而异。元封五年（前106年）武帝：“盖有非常之功，必待非常之人，故马或奔踶而至千里，士或有负俗之累而立功名。夫泛驾之马，跅弛之士，亦在御之而已。其令州郡察吏民有茂才异等，可为将相使绝国者。”这里主要是要征求军事和外交人才。
察举茂才异等的要求非常严格，举荐不当要按罪论处。汉元帝时，富平侯张勃推荐陈汤为茂才。而陈汤因匿丧不赴被司隶校尉参劾，为此张勃坐选举不实，削户二百，陈汤下狱论死。 

### 孝悌力田
惠帝四年（前191年）正月，令天下察举孝悌力田者，免其徭役。高后元年（前187年），初置孝悌力田二千石者一人。文帝前元十二年（前167年）三月，诏以各乡户口多少为比例，设置三老和孝悌力田，常置。

## 延伸閱讀
- 阿部幸信：〈西汉时期内外观的变迁：印制的视角 （页面存档备份，存于）〉。
- 廖伯源：〈漢代使者考論之二：使者與行政官員之關係及使者演變為行政官員的一些跡象 （页面存档备份，存于）〉。
- 廖伯源：〈漢初郡長吏雜考 （页面存档备份，存于）〉。